# 原状
| ウィキペディアには「原状」という見出しの百科事典記事はありません（タイトルに「原状」を含むページの一覧/「原状」で始まるページの一覧）。 代わりにウィクショナリーのページ「原状」が役に立つかもしれません。 |